# Ричард Уогнър
Ричард Уогнър (на английски: Richard Wagner) е американски икономист.

## Биография
Роден е на 28 април 1941 г. в Джеймстаун, Северна Дакота. През 1963 г. получава бакалавърска степен от Севернокаролинския университет, а през 1966 г. — докторска от Вирджинския университет. Работи главно в областта на публичните финанси и теорията на обществения избор. От 1988 г. преподава в Университета „Джордж Мейсън“.